# Rain on Me (pesma)
"Rain on Me" je pesma od američkih pevačica Lejdi Gage i Arijane Grande, sa Kromatike (Chromatica), Lejdi Gaginog šestog studijskog albuma. Pesmu su napisali Gaga, Grande, Nija, Charles, Rami Yacoub, Tchami i Boys Noize, a producenti su bili BloodPop i Burns. Gaga ju je opisala kao "proslavu njenih suza i mizerije", i kako pesma govori da, iako je život težak, treba se boriti i nastaviti dalje.
Traku je objavio Interscope Records kao drugi singl sa albuma 22.Maja 2020. Kritičari su pohvalili vokale pevačica kao i poruku koju pesma nosi. Pesma je debitovala prva na US Billboard Hot 100 listi, i time je ona postala 5. Gagina, a 4. Arijanina broj 1 pesma.

## Iza pesme
Pesma je prvi put pomenuta u Gaginom intervjuu za Paper magazin u martu 2020. Gaga je izjavila da je kolabirala sa još jednom ženskom pop pevačicom koja je doživela traumu dok je bila u oku javnosti.
Vokali pevačica, koji su opisani kao zadivljujući, idu od niske  G♯3 do visoke B5 note.

## Liste za kraj godine
"Rain on Me" se smatra da jednom od najboljih pesama 2020 godine od strane mnogih kritičara.  Ben Beaumont-Thomas , pisac magazina "The Guardian" je imenovao "Rain on Me" kao najbolju pesmu 2020 godine.
| The 20 Best Songs of 2020 |

| The 100 Best Songs of 2020 |

| The Best Songs of 2020 |

## Muzički video

### Produkcija
Muzički video za "Rain on Me" je snimljen u Los Andjelesu, kratko pre nesto je država Kalifornije krenula sa karantinom zbog borbe sa kovid-19 virusom. Kostime za video je dizajnirala Laura Pulis (Laura Pulice), a kompanija Vex Clothing ih je sašila. Pre nego što je video objavljen, Gaga je pričala sa Zane Lowe, i rekla je kako je uzbudjena da isproba stvari koje nije ranije probala.

### Sinopis
Video počinje sa Gagom, kako leži na podu sa pozom sličnom kao na pozadini Chromatica albuma. Gaga se pojavljuje u roze kostimu i platformama kako vodi grupu plesača. Svi plešu u ogrmnoj areni dok pada kiša noževa.